# 多治比屋主
多治比 屋主（たじひ の やぬし）は、奈良時代の貴族・歌人。官位は正五位下・左大舎人頭。

## 経歴
神亀元年（724年）聖武天皇の即位後まもなく従五位下に叙爵し、天平年間に大蔵少輔を務めた。またこの間、天平12年（740年）聖武天皇の関東行幸に従うが、伊勢国一志郡の関宮（河口頓宮）より平城京に帰還している。
長く従五位下の位階に留まるが、天平17年（745年）従五位上、天平20年（748年）正五位下と聖武朝末に続けて昇叙される一方、備前守・左大舎人頭を務めた。
歌人として『万葉集』に2首の和歌作品が採録されている。『万葉集』では丹比屋主と記されるが、関東行幸従駕の際に詠んだ和歌の中にある「四泥の崎」（伊勢国朝明郡）が川口頓宮より先の行程であることから、和歌の作者を多治比家主に比定する説もある。

## 官歴
注記のないものは『続日本紀』による。
- 神亀元年（724年） 2月22日：従五位下
- 天平年間：大蔵少輔[1]
- 天平17年（745年） 正月7日：従五位上
- 天平18年（746年） 9月20日：備前守
- 天平20年（748年） 2月19日：正五位下
- 天平勝宝元年（749年） 閏5月1日：左大舎人頭